# Ньюпорт (Вашингтон)
Ньюпорт (англ. Newport) — місто (англ. city) в США, в окрузі Понд-Орей штату Вашингтон. Населення — 2114 особи (2020).

## Географія
Ньюпорт розташований за координатами 48°10′52″ пн. ш. 117°3′8″ зх. д. / 48.18111° пн. ш. 117.05222° зх. д. (48.181170, -117.052352).  За даними Бюро перепису населення США в 2010 році місто мало площу 2,78 км², уся площа — суходіл. В 2017 році площа становила 3,43 км², уся площа — суходіл.

### Клімат
| Клімат : Ньюпорт                                       | Клімат : Ньюпорт | Клімат : Ньюпорт | Клімат : Ньюпорт | Клімат : Ньюпорт | Клімат : Ньюпорт | Клімат : Ньюпорт | Клімат : Ньюпорт | Клімат : Ньюпорт | Клімат : Ньюпорт | Клімат : Ньюпорт | Клімат : Ньюпорт | Клімат : Ньюпорт | Клімат : Ньюпорт |
| Показник                                               | Січ.             | Лют.             | Бер.             | Квіт.            | Трав.            | Черв.            | Лип.             | Серп.            | Вер.             | Жовт.            | Лист.            | Груд.            | Рік              |
| Абсолютний максимум, °C                                | 13,3             | 16,1             | 23,9             | 33,9             | 35,6             | 39,4             | 41,7             | 41,1             | 37,2             | 29,4             | 16,7             | 15,6             | 41,7             |
| Середній максимум, °C                                  | 0,6              | 4,2              | 9,9              | 15,8             | 20,8             | 24,6             | 28,8             | 28,8             | 23,1             | 14,5             | 4,7              | 0,6              | 14,8             |
| Середня температура, °C                                | −3               | −0,4             | 3,4              | 7,8              | 12,2             | 15,8             | 18,9             | 18,5             | 13,6             | 7,4              | 1,2              | −2,7             | 7,8              |
| Середній мінімум, °C                                   | −6,7             | −5,1             | −3,1             | −0,3             | 3,7              | 7,1              | 8,9              | 8,2              | 4,0              | 0,3              | −2,3             | −6               | 0,8              |
| Абсолютний мінімум, °C                                 | −40,6            | −39,4            | −25,6            | −14,4            | −8,3             | −3,3             | −1,7             | −2,8             | −11,7            | −18,3            | −25,6            | −38,3            | −40,6            |
| Норма опадів, мм                                       | 73               | 62               | 56               | 48               | 58               | 49               | 34               | 29               | 30               | 42               | 87               | 102              | 670              |
| Днів з опадами                                         | 12,4             | 10,3             | 10,6             | 9,5              | 11,2             | 9,7              | 6,1              | 5,3              | 5,9              | 8,0              | 13,1             | 13,9             | 116,0            |
| Днів зі снігом                                         | 7,2              | 4,9              | 1,7              | 0,2              | 0,0              | 0,0              | 0,0              | 0,0              | 0,0              | 0,1              | 2,7              | 8,0              | 24,8             |
| ------------------------------------------------------ | ---------------- | ---------------- | ---------------- | ---------------- | ---------------- | ---------------- | ---------------- | ---------------- | ---------------- | ---------------- | ---------------- | ---------------- | ---------------- |
| Джерело: NOAA (normals, 1971–2000; extremes 1927-2001) |                  |                  |                  |                  |                  |                  |                  |                  |                  |                  |                  |                  |                  |

## Демографія
Згідно з переписом 2010 року, у місті мешкало 2126 осіб у 874 домогосподарствах у складі 506 родин. Густота населення становила 764 особи/км².  Було 954 помешкання (343/км²).
Расовий склад населення:
| - 92,3 % — білих - 1,1 % — азіатів - 1,0 % — корінних американців - 0,4 % — вихідців з тихоокеанських островів - 0,3 % — чорних або афроамериканців - 1,2 % — осіб інших рас |

До двох чи більше рас належало 3,7 %. Частка іспаномовних становила 4,5 % від усіх жителів.
За віковим діапазоном населення розподілялося таким чином: 27,6 % — особи молодші 18 років, 51,7 % — особи у віці 18—64 років, 20,7 % — особи у віці 65 років та старші. Медіана віку мешканця становила 38,8 року. На 100 осіб жіночої статі у місті припадало 87,1 чоловіків;  на 100 жінок у віці від 18 років та старших — 79,7 чоловіків також старших 18 років.
Середній дохід на одне домашнє господарство  становив 41 297 доларів США (медіана — 30 708), а середній дохід на одну сім'ю — 45 344 долари (медіана — 37 721). Медіана доходів становила 35 069 доларів для чоловіків та 30 833 долари для жінок. За межею бідності перебувало 28,9 % осіб, у тому числі 31,6 % дітей у віці до 18 років та 21,4 % осіб у віці 65 років та старших.
Цивільне працевлаштоване населення становило 722 особи. Основні галузі зайнятості: освіта, охорона здоров'я та соціальна допомога — 31,3 %, мистецтво, розваги та відпочинок — 14,1 %, публічна адміністрація — 9,4 %, науковці, спеціалісти, менеджери — 8,9 %.